# Anelosimus nigrescens
Anelosimus nigrescens là một loài nhện trong họ Theridiidae.
Loài này thuộc chi Anelosimus. Anelosimus nigrescens được Eugen von Keyserling miêu tả năm 1884.